# Federutility
Federutility è stata fino al 2015 la federazione di rappresentanza delle Aziende di servizi pubblici locali dei settori idrico ed energetico, rappresentandole negli organi governativi nazionali, europei e mondiali: Ceep, Cedec, Eureletric, Iwa. A seguito della fusione con Federambiente (la federazione delle aziende che operano nell'ambito dei servizi ambientali), è nata Utilitalia.

## Storia
L'associazione fu costituita nel 1947, con la denominazione di Federazione delle aziende municipalizzate gas, acqua e varie Fnamgav, inserita all'interno della Confederazione delle municipalizzate CoM, poi divenuta nel 1967 Confederazione italiana servizi pubblici enti locali Cispel e infine Confservizi.
Federutility è stata firmataria del Ccnl Gas – Acqua e del Ccnl Elettrici, oggi in capo ad Utilitalia. 

## Manifestazioni
La Federazione ha ideato e organizzato il Festival dell'Acqua. 

La prima edizione (4-10 settembre 2011) si è svolta a Genova, in collaborazione con Iren spa. La seconda edizione (6-11 ottobre 2013) si è tenuta all'Aquila, in collaborazione con la Gran Sasso Acqua. Negli anni successivi organizzata da Utilitalia ha fatto tappa a Milano, Bari, Bressanone, Venezia e Torino nel 2022. Nel 2024 farà tappa a Firenze.